# Elecciones parlamentarias de Israel de 1981
Las elecciones del Knesset se llevaron a cabo en Israel el 30 de junio de 1981. El Likud gobernante obtuvo un escaño más que el Alineamiento en la oposición, un resultado sorprendente, ya que las encuestas de opinión y el impulso político inicialmente sugirieron que el Alineamiento ganaría aproximadamente la mitad de los votos, mientras que el Likud solo obtendría veinte por ciento. La participación de los votantes fue del 78,5% y el Likud recibió alrededor de diez mil más que el Alineamiento. Estas elecciones destacaron la polarización en el país. Los 120 escaños en la Knesset fueron elegidos por representación proporcional en lista cerrada, con escaños asignados usando el método D'Hondt. Esto llevó a numerosos partidos ganando escaños y coaliciones gubernamentales multipartidistas.

## Historia
Antes de las elecciones, el gobierno de Menachem Begin se enfrentó a la inestabilidad debido al conflicto interno entre los socios de la coalición y las presiones internacionales, así como a los problemas de corrupción y la falta de aprobación de la legislación. El descontento con el gobierno fue en aumento, y el 40% de la gente estuvo de acuerdo en que "los principales problemas que enfrentan el estado y todo el sistema político deben cambiarse y un gobierno fuerte de líderes e independientes de los partidos deben tomar el control". Debido a la insatisfacción con el gobierno, se esperaba que Likud perdiera las elecciones.
Desde 1965, los partidos comenzaron a abandonar los intentos de encuadrar los problemas morales a favor de extender redes más amplias para atrapar a un mayor número de votantes. En lugar de centrarse en los temas controvertidos que los dividían, las partes se dedicaban a formar grupos que recurrían a "palabras clave emotivas" y al denominador común más bajo. Los grupos de partidos habían dejado de lado los ideales fundamentales para trabajar juntos, lo que significaba que la lucha interna entre las coaliciones era inevitable.
Menachem Begin, el candidato más popular del Likud, sirvió como un factor importante para el resurgimiento del partido. El 40.7% de las personas judías adultas respondieron a favor de ver a Begin como primer ministro, y el 49% dijo que Begin podría enfrentar mejor los problemas del país. The Alignment, cuyo anuncio de posibles nombramientos ministeriales importantes no incluyó a Yitzhak Rabin, dejó la impresión de un grupo de políticos hambrientos de poder, con animosidad entre los líderes del partido Shimon Peres y Rabin.
La percepción pública de los partidos se volvió instrumental en las elecciones; a lo largo de la campaña, el Alineamiento fue visto y pintado como el partido del establecimiento, considerado por el 48% de los ciudadanos israelíes encuestados como más anticuados, a pesar de su oposición al gobierno durante los cuatro años anteriores. El Alineamiento también fue visto como interesado en sí misma, en lugar de interesado en el bien de la gente, así como corrupto. Mientras tanto, el Likud fue visto como un poco más fuerte (50% en comparación con el 44% del Alineamiento), más honesto (57%) y más preocupado por el destino de los ciudadanos que por el partido (45%). El Likud pudo beneficiarse de solo haber sido creado 8 años antes, dándole una imagen de novedad e inocencia.
Las elecciones de 1981 también vieron un aumento en el uso de ideas étnicas dentro del discurso político. Si bien el Likud y el Alineamiento fueron dirigidos por políticos ashkenazis, el Alineamiento fue considerado el partido de los judíos ashkenazis, con el voto sefardí perdido para el Likud. La probabilidad de que los sefardíes voten por Likud y los ashkenazim que voten por el Alineamiento fue más pronunciada que nunca antes. Sin embargo, Likud disfrutó de la ventaja de poder seguir apelando a una cantidad significativa de votantes ashkenazi, al mismo tiempo que mantiene su popularidad en sefardí; en contraste, el Alineamiento se consideró incluso menos sefardí que en años anteriores.
La policía señaló antes del día de las elecciones que "no ha habido una campaña electoral en Israel tan violenta como la actual". Una razón de la violencia puede haber sido que estas fueron las primeras elecciones en las que el público creía que ambas partes tenían posibilidades de ganar, causando agitación y agitación.

## Resultados
Los académicos atribuyen el regreso del Likud, desde su punto más bajo seis meses antes de la elección legislativa de 1981, a cinco factores principales: el titular, los candidatos, las imágenes, las campañas, la violencia y el origen étnico. El rol del Likud como partido gobernante le permitió al partido usar su ventaja de titularidad para aumentar la popularidad con la implementación de políticas. El partido implementó programas de impuestos que bajaron los precios para los consumidores, subsidió los productos petroleros a una tasa más alta que nunca antes, y usó la política exterior que hizo que el Alineamiento pareciera antipatriótico si argumentaban en contra de los movimientos.
|  | 37.1 % |

|  | 36.6 % |

|  | 4.9 % |

|  | 3.7 % |

|  | 3.4 % |

|  | 2.3 % |

|  | 1.9 % |

|  | 1.6 % |

|  | 1.5 % |

|  | 1.3 % |

|  | 0.9 % |

|  | 0.6 % |

|  | 0.6 % |

|  | 0.6 % |

|  | 0.4 % |

|  | 0.4 % |

|  | 0.4 % |

|  | 0.3 % |

|  | 0.2 % |

|  | 0.2 % |

|  | 0.1 % |

|  | 0.1 % |

|  | 0.1 % |

|  | 0.1 % |

|  | 0.0 % |

|  | 0.0 % |

|  | 0.0 % |

|  | 0.0 % |

|  | 0.0 % |

|  | 0.0 % |

|  | 0.0 % |

|  | 99.1 % |

|  | 0.9 % |

|  | 100.00 % |

|  | 77.8 % |

## Gobierno posterior
Menachim Begin (del Likud) se convirtió en Primer Ministro y en agosto de 1981 incluyó al Partido Nacional Religioso, Agudat Yisrael, el Movimiento por el Patrimonio de Israel (Tami) y Tehiya en su coalición para formar el gobierno decimonoveno.  Después de la renuncia de Begin por motivos de salud, Isaac Shamir formó el vigésimo gobierno en octubre de 1983, con los mismos partidos de la coalición.
Durante el término Knesset, dos MKs desertaron del Likud al Alineamiento. Haim Drukman abandonó el Partido Religioso Nacional y se sentó como un MK independiente, mientras que otros dos MK abandonaron el Partido Religioso Nacional y formaron el Centro Religioso Gesher - Sionista antes de regresar dos semanas después. Telem se dividió en Ometz y el Movimiento para la Renovación del Sionismo Social, mientras que Ratz se unió al Alineamiento pero luego se separó de nuevo.